# 世界史纲
《世界史纲》是赫伯特·乔治·威尔斯所作一本有关地球和人类的世界通史，纵贯从地球形成到第一次世界大战的历史。有人指其在史实论述方面不够严谨，这可能与威尔斯本身并非专职历史学家有关。威尔斯在科学、历史和文学方面有所了解，他是好几部科幻小说的作者（包括《时间机器》《世界大战》《隐身人》）。
臺灣的全球研究學者蔡百銓評，此書平等重視世界各地區的歷史與文化，把第三世界文化與歐洲文化一視同仁。

## 外部連結
- 《世界史纲》1920年版全文 （页面存档备份，存于）